# Porcuna
Porcuna é um município da Espanha na província de Jaén, comunidade autónoma da Andaluzia, de área 176,3 km² com população de 6859 habitantes (2006) e densidade populacional de 39,51 hab/km².
Era conhecida como Obulco no período romano.

## Demografia
| Variação demográfica do município entre 1991 e 2004 | Variação demográfica do município entre 1991 e 2004 | Variação demográfica do município entre 1991 e 2004 | Variação demográfica do município entre 1991 e 2004 |
| --------------------------------------------------- | --------------------------------------------------- | --------------------------------------------------- | --------------------------------------------------- |
| 1991                                                | 1996                                                | 2001                                                | 2004                                                |
| 7031                                                | 7008                                                | 6971                                                | 6935                                                |